# Liste des souverains de Lituanie
L'État de Lituanie se forme en 1230, quand les tribus baltes menacées dans le Nord par les chevaliers Porte-Glaive et à l'ouest par les chevaliers Teutoniques se réunissent sous la direction de Mindaugas. 
Après que le grand-duc Ladislas II Jagellon est également devenu roi de Pologne en 1386, les deux États se rassemblent en 1440 sous l'autorité d'un souverain unique. En 1569, l'union de Lublin est signée et une nouvelle entité, l'union de Pologne-Lituanie, émerge pour faire place, en 1569, à la république des Deux Nations. 
Entre 1772 et 1795, la République est plusieurs fois partagée. La Lituanie devient partie intégrante de l'Empire russe jusqu'au 16 février 1918. La Lituanie ne retrouve sa souveraineté qu'en 1919, après que l'Allemagne a perdu la Première Guerre mondiale. La première république de Lituanie demeure jusqu'en 1940, quand son territoire est occupé par l'Union soviétique. 
Au cours de la Seconde Guerre mondiale, la Lituanie est envahie par les troupes du Troisième Reich. En 1944, l'Allemagne perd la guerre, l'Union soviétique ré-occupe la Lituanie et fait proclamer la république socialiste soviétique de Lituanie. 
Le 11 mars 1990, la Lituanie est la première république soviétique à proclamer son indépendance. La Lituanie devient une république démocratique, membre de l'Union européenne et de l'OTAN.

## Grand-duché de Lituanie (1236-1569)
Titre : grand-duc (lituanien : didysis kunigaikštis ; biélorusse : vialiki kniaź ; polonais : wielki książę), excepté pour Mindaugas, qui devient roi de Lituanie (lituanien : Lietuvos karalius).

### Grands-Ducs (1236-1291)
En raison d'un manque de données écrites, les dates sont approximatives.
| Période   | Grand-Duc  | Remarques                                                                               |
| --------- | ---------- | --------------------------------------------------------------------------------------- |
| 1236-1263 | Mindaugas  | Grand-duc jusqu'en 1253, puis roi de Lituanie. Tué par son neveu, Treniota.             |
| 1263-1264 | Treniota   | Grand-duc après l'assassinat de son oncle. Tué par son cousin Vaišvilkas.               |
| 1264-1267 | Vaišvilkas | Fils de Mindaugas, renonce volontairement au trône au profit de son beau-frère Svarnas. |
| 1267-1269 | Svarnas    | Prince de Gallicie, époux d'une des filles de Mindaugas.                                |
| 1269-1282 | Traidenis  |                                                                                         |
| 1282-1285 | Daumantas  |                                                                                         |
| 1285-1291 | Butigeidis | Fondateur de la dynastie Gédiminides.                                                   |

### Gédiminides (1291-1440)
Les dates peuvent être approximatives.
| Portrait | Période   | Grand-Duc                 | Remarques |
| -------- | --------- | ------------------------- | --- |
|          | 1291-1295 | Pukuveras                 | Nommé aussi Butvydas, frère de Butigeidis, père de Vytenis et Gediminas. |
|          | 1295-1316 | Vytenis                   | Fils de Butvydas/Pukuveras. |
|          | 1316-1341 | Gediminas                 | Fils de Butvydas/Pukuveras. Après sa mort, le grand-duché est partagé entre ses 7 fils. |
|          | 1341-1345 | Jaunutis                  | Fils de Gediminas. Déposé par ses frères Algirdas et Kęstutis. |
|          | 1345-1377 | Algirdas                  | Fils de Gediminas. |
|          | 1377-1381 | Jogaila                   | Fils d'Algirdas. Couronné roi de Pologne en 1386. Fondateur de l'union de Pologne-Lituanie. Fondateur de la dynastie Jagellon.                                                                |
|          | 1381-1382 | Kęstutis                  | Fils de Gediminas. Dépose Jogaila en 1381 et prend le contrôle de la Lituanie, avant d'être capturé et exécuté l'année suivante.                                                              |
|          | 1382-1392 | Jogaila                   | aussi roi de Pologne de 1386 à 1434. Le gouvernement de la Lituanie est confié à Skirgaila (1387-1392).                                                                                       |
|          | 1392-1430 | Vytautas le Grand         | Fils de Kęstutis. Rejoint son père contre Jogaila, avant de changer de camp pour devenir grand-duc de Lituanie en 1392. Élu roi de Lituanie en 1429. Les Polonais empêchent son couronnement. |
|          | 1430-1432 | Švitrigaila               | Fils d'Algirdas, frère de Jogaila. Déposé par Žygimantas, fils de Kęstutis. |
|          | 1432-1440 | Sigismond Ier Kęstutaitis | Fils de Kęstutis, frère de Vytautas. Assassiné par des partisans de Švitrigaila. |

## Jagellons (1440-1572)
L'acte d'union de Krewo a été signé le 14 août 1385, le règne de Casimir IV marque le début d'une nouvelle lignée de dirigeants commune aux deux pays. Les monarques conservent des titres distincts pour les deux parties de l'État, et leur numérotation est conservée. La dynastie des Jagellons est une continuation directe de la dynastie des Gediminides.
| Portrait | Période   | Titulaire       | Remarques                                                                          |
| -------- | --------- | --------------- | ---------------------------------------------------------------------------------- |
|          | 1440-1492 | Kazimieras IV   | Fils de Jogaila. Élu et couronné roi de Pologne en 1447 à la mort de Ladislas III. |
|          | 1492-1506 | Aleksandras Ier | Fils de Casimir IV. Élu et couronné roi de Pologne en 1501 à la mort de Jean Ier.  |
|          | 1506-1548 | Žygimantas II   | Fils de Casimir IV.                                                                |
|          | 1548-1572 | Żygimont III    | Fils de Sigismond Ier. Souverain factuel depuis 1529.                              |

## République des Deux Nations (1569-1795)
La république des Deux Nations est créée par l'union de Lublin en 1569. Le roi élu de Pologne est à son tour élu par les familles nobles lituaniennes comme grand-duc de Lituanie.
| Portrait | Période   | Titulaire                          | Maison                                          | Remarques |
| -------- | --------- | ---------------------------------- | ----------------------------------------------- | --- |
|          | 1573-1575 | Henrikas Valua                     | Valois                                          | Il abandonne le trône et rentre en France pour se faire couronner sous le nom d'Henri III.                   |
|          | 1576-1586 | Steponas Batoras                   | Báthory                                         | |
|          | 1588-1632 | Zigmantas Vaza                     | Vasa                                            | Propose une union personnelle entre la république des Deux Nations et la Suède, roi de Suède de 1592 à 1599. |
|          | 1632-1648 | Vladislovas IV Vaza                | Vasa                                            | |
|          | 1648-1668 | Jonas Kazimieras Vaza              | Vasa                                            | Abdique et devient moine.                                                                                    |
|          | 1669-1673 | Mykolas Ier Kaributas Višnioveckis | Wiśniowiecki (Aristocratie ruthène-lituanienne) | |
|          | 1674-1696 | Jonas Sobieskis                    | Sobieski (Aristocratie polonaise)               | |
|          | 1697-1706 | Augustas II                        | Wettin                                          | Également électeur de Saxe sous le nom de Frederick Augustus Ier                                             |
|          | 1706-1709 | Stanislovas Leščinskis             | Leszczyński (Aristocratie polonaise)            | Guerre de Succession de Pologne.                                                                             |
|          | 1709-1733 | Augustas II                        | Wettin                                          | Également électeur de Saxe sous le nom de Frederick Augustus Ier.                                            |
|          | 1733-1736 | Stanislovas Leščinskis             | Leszczyński (Aristocratie polonaise)            | Guerre de Succession de Pologne.                                                                             |
|          | 1733–1763 | Augustas III Saksas                | Wettin                                          | Également électeur de Saxe sous le nom de Frederick Augustus II                                              |
|          | 1764-1795 | Stanislovas Augustas Poniatovskis  | Poniatowski (Aristocratie polonaise)            | Signe la Constitution polonaise du 3 mai 1791, abdique après le troisième partage, meurt en exil en Russie.  |

Après les partitions en 1772, 1793 et 1795, la République cesse d'exister et la Lituanie devient une partie de l'Empire russe pendant 123 ans.

## Royaume de Lituanie (1918)
Après le traité de Brest-Litovsk, les Allemands proclament un éphémère royaume de Lituanie en février 1918, qui prendra fin en novembre 1918 avec la chute de l'Empire allemand et la proclamation de la république de Lituanie.
| Portrait | Période | Titulaire    | Maison     | Remarques                                                                                            |
|          | 1918    | Mindaugas II | Wurtemberg | Ne règne que 3 mois et ne se rend jamais en Lituanie. La république est proclamée le 2 novembre 1918 |

## Sources
- (en) Cet article est partiellement ou en totalité issu de l’article de Wikipédia en anglais intitulé « List of rulers of Lithuania » (voir la liste des auteurs).